# 沢木駅

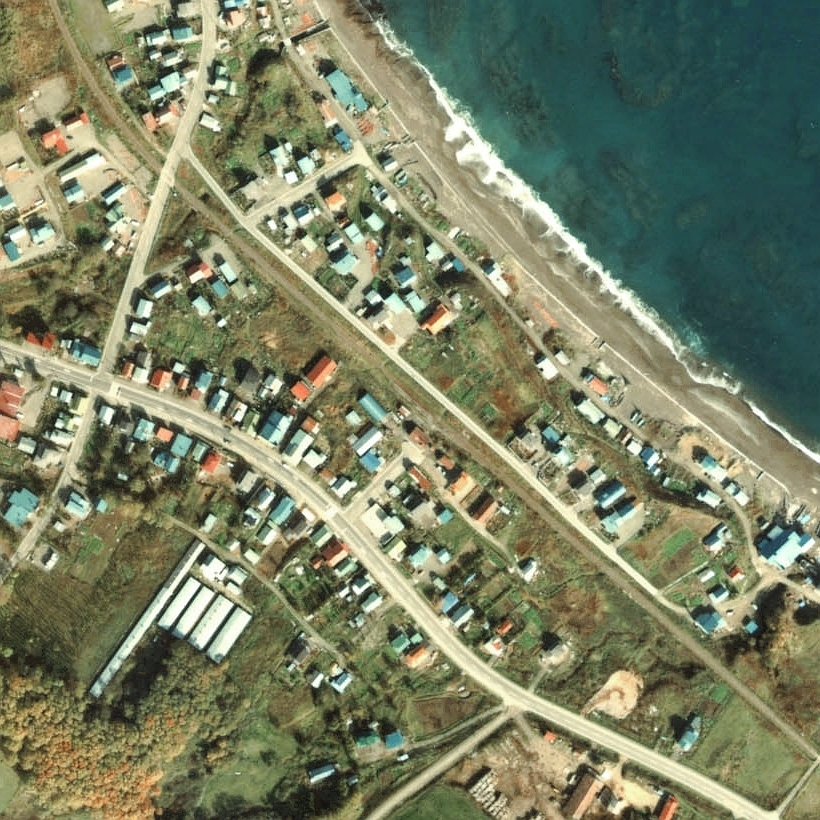
1978年の沢木駅と周囲約500m範囲。左上が雄武方面。短い島状の単式ホームが見える。日の出岬がすぐ上方にあり、その南の根本に位置する小さな漁港町。

沢木駅（さわきえき）は、かつて北海道紋別郡雄武町字沢木に存在した、日本国有鉄道（国鉄）興浜南線の駅（廃駅）である。電報略号はハキ。事務管理コードは▲122201。

## 歴史
- 1935年（昭和10年）9月15日 - 鉄道省興浜南線、興部駅 - 雄武駅間の開通に伴い開業[1]。一般駅[1]。
- 1944年（昭和19年）11月1日 - 興浜南線の不要不急線指定に伴い、営業を休止[1]。
- 1945年（昭和20年）12月5日 - 営業再開[1]。
- 1949年（昭和24年）6月1日 - 公共企業体である日本国有鉄道に移管。
- 1978年（昭和53年）12月1日 - 貨物・荷物の取り扱いを廃止し[1][3]、無人駅化[4]。
- 1985年（昭和60年）7月15日 - 興浜南線の全線廃止に伴い、廃駅となる[1]。

### 駅名の由来
地名より。もともとは元沢木地区を指すアイヌ語名であったとされるが、語源は忘れられている。
アイヌ語研究者の山田秀三は永田方正の説を基に「サㇻキ（sarki）」（ヨシ）が語源ではないか、としているが、1973年（昭和48年）に国鉄北海道総局が発行した『北海道　駅名の起源』では「サマケ」という語が語源であるという説を出し、「傍の所」の意ではないかとしている。

## 駅構造
廃止時点で、1面1線の単式ホームと線路を有する地上駅であった。ホームは、線路の北西側（雄武方面に向かって左手側）に存在した。このほか、雄武方から駅舎側に分岐する側線を1本有していた。このホームは本来島式ホームで、興浜線全通の際には列車交換可能な配線とする計画があった事が指摘されている。
無人駅となっていた。駅舎は構内の南西側に位置し、ホームとは通路で連絡した。有人駅時代の駅舎は改築され、渚滑線下渚滑駅や興浜北線豊牛駅などと同型の駅舎となっていた。改築の際に線路未敷設側のホーム上に位置変更している。

## 利用状況
乗車人員の推移は以下のとおり。年間の値のみ判明している年については、当該年度の日数で除した値を括弧書きで1日平均欄に示す。乗降人員のみが判明している場合は、1/2した値を括弧書きで記した。
| 年度               | 乗車人員 | 乗車人員 | 出典  | 備考 |
| 年度               | 年間     | 1日平均  | 出典  | 備考 |
| ------------------ | -------- | -------- | ----- | ---- |
| 1978年（昭和53年） |          | 62       | [ 8 ] |      |

## 駅周辺
- 国道238号
- 北海道道883号宇津沢木線
- 雄武町立沢木小学校
- 沢木郵便局
- 日の出岬 - 駅から北に約1.5km[7]。
- 北紋バス「沢木」停留所

## 駅跡
2000年（平成12年）時点で当駅の跡地は小公園になっており、駅名標や名所案内も残っていた。また、雄武方の日の出岬に向かう線路跡は道路となっている。2010年（平成22年）時点も同様であった。2016年（平成28年）4月時点で駅名標と名所案内は撤去されていた。

## 隣の駅
日本国有鉄道
興浜南線
興部駅- 沢木駅 - <元沢木仮乗降場> - 栄丘駅